# Bert T. Combs
Bertram Thomas Combs (* 13. August 1911 in Manchester, Clay County, Kentucky; † 4. Dezember 1991 im Powell County, Kentucky) war ein US-amerikanischer Politiker und Gouverneur des Bundesstaates Kentucky.

## Jurist und Marineoffizier
Bert Combs erhielt seine Ausbildung an der Cumberland University und der University of Kentucky. Dort studierte er bis 1937 Jura. Anschließend eröffnete er in Manchester eine Anwaltskanzlei, die er später nach Prestonsburg verlegte. Während des Zweiten Weltkrieges diente er als Captain unter General Douglas MacArthur im pazifischen Raum. Nach dem Krieg war er Vorsitzender einer Untersuchungskommission auf den Philippinen, die japanische Kriegsverbrechen untersuchte. Er nahm auch an den Prozessen gegen japanische Kriegsverbrecher teil.

## Politischer Aufstieg
Nach dem Krieg begann er eine juristische Karriere im öffentlichen Dienst. Zwischen 1951 und 1955 war er am Berufungsgericht von Kentucky tätig. Im Jahr 1955 bewarb er sich um die Nominierung der Demokratischen Partei für das Amt des Gouverneurs. Die Partei war zu dieser Zeit in zwei gegnerische Lager gespalten. Beide Seiten wurden von früheren Gouverneuren angeführt. Combs gehörte zu der Fraktion um Earle Clements. Die Gegenseite wurde von Albert Chandler angeführt. Chandler gelang es, sich in den Vorwahlen durchzusetzen und in der Folge auch zum zweiten Mal nach 1935 zum Gouverneur gewählt zu werden. Vier Jahre später konnte sich Combs innerhalb der Partei gegen Chandlers Vizegouverneur und Wunschkandidaten Harry Lee Waterfield durchsetzen. Die eigentliche Wahl am 3. November 1959 gewann er mit 60,6 % der Stimmen gegen den Republikaner John M. Robsion. Seine vierjährige Amtszeit begann am 8. Dezember 1959 und endete am 10. Dezember 1963. In dieser Zeit wurde das Bildungswesen gefördert und die Gehälter der Lehrer angehoben. Im öffentlichen Dienst wurde ein Leistungsprinzip eingeführt (Merit System), das bis heute gilt. Die landeseigenen Naturparks wurden ausgebaut. Gleichzeitig wurde das Straßennetz erweitert und verbessert. Ebenfalls im öffentlichen Dienst wurde die Rassengleichberechtigung verwirklicht. Zum ersten Mal gab es in Kentucky eine Menschenrechtskommission, die sich mit den Problemen von Minderheiten befasste. Ferner wurde die Mehrwertsteuer erhöht.

## Weitere Karriere und Tod
Die damalige Verfassung von Kentucky erlaubte keine zwei zusammenhängende Amtszeiten eines Gouverneurs. Aus diesem Grunde konnte Combs 1963 nicht für eine direkte Wiederwahl kandidieren. Zwischen 1967 und 1970 war er Richter am Bundesberufungsgericht für den sechsten Gerichtskreis. Im Jahr 1971 bewarb er sich noch einmal um das Amt des Gouverneurs. Es gelang ihm aber nicht, durch seine Partei nominiert zu werden. Danach widmete er sich wieder seiner Anwaltstätigkeit. 1989 errang er einen bedeutenden Sieg in einem Prozess um die Finanzierung des Bildungssystems. Dieser Sieg führte 1990 zu einer Reform des entsprechenden Gesetzes (Kentucky Education Reform Act) und bereitete den Weg, Kentucky bildungspolitisch weiter voranzubringen. Combs starb am 4. Dezember 1991 im Alter von 80 Jahren, als er in seinem Auto in einem Hochwasser ertrank. Er war zweimal verheiratet und hatte insgesamt zwei Kinder.